# Acrocercops telestis
Acrocercops telestis är en fjärilsart som beskrevs av Edward Meyrick 1911. Acrocercops telestis ingår i släktet Acrocercops och familjen styltmalar. Inga underarter finns listade i Catalogue of Life.